# Sabá (Honduras)
Sabá é uma cidade hondurenha do departamento de Colón.